# Listă de filme românești/I
Aceasta este o listă de filme românești (artistice, de animație și documentare) care încep cu litera I:

## 0–9
- I Hope... (2001)
- I Made You, I Kill You (2016)

## a
- Iacob (1988)
- Iadeș! (1926)
- Iancu Jianu (film) (1928)
- Iancu Jianu haiducul (1981)
- Iancu Jianu zapciul (1981)
- Iar ca sentiment, un cristal (1986)
- Iarba verde de acasă (1978)
- Iarna bobocilor (1977)
- Iarna unui pierde-vară (1974)
- Iată femeia pe care o iubesc (1981) (Teatru)

## d
- Ideile bune vin de sus (2003)
- Idiotul (2017)
- Idle (2013)
- Idolul și Ion Anapoda (1988) (Teatru TV)

## c
- Icar (1974)
- Icre negre (2010)

## e
- Iederă (2018)
- Iepurele și broasca țestoasă (1971)
- Iepurele și broaștele (1970)
- Ieșirea trenurilor din gară (2020)

## f
- If 6 was 9 (2011)

## l
- Ilegitim (2016)
- Ilie în luna de miere (1956)
- Ilustrate cu flori de câmp (1975)

## m
- Imagini pentru Istoria României (1997)
- Imagini potrivite (1960)
- Imposibila iubire (1983)
- Impresii din copilărie (1977)

## n
- In the House (2014)
- Incidentul Ankara (2001)
- Independența României / Războiul independenței (1912)
- Incredible Genie, The (1997)
- Indiferență (2011)
- Industria lemnului (1913)
- Industria petrolului (1913)
- Infinit (1977)
- Inginerii uzinei (1964)
- Inima mea de lut... Ion Nicodim (2013)
- Inimi cicatrizate (2016)
- Insolație (Dus-intors) (1972)
- Insomnie (1982) (Teatru TV)
- Instanța amână pronunțarea (1976)
- Instruiți, controlați, sancționați (1970)
- Insula (1995) (Teatru TV)
- Insula comorilor (1975)
- Insula Negriței (1957)
- Insula sclavilor (1966)
- Insula șerpilor (1934)
- Insule (1970)
- Intermezzo pentru o dragoste eternă (1974)
- Interviuri pe o temă dată (1983)
- Intrarea unui tren în gară (1988)
- Invitație la masă (2000)
- Invitații trebuie onorați (1978)

## o
- Io Petru Voievod (1977)
- Io, Mircea Voevod (1967)
- Ioane, cum e la construcții? (1983)
- Io, Ștefan Voievod ctitor (1967)
- Ion Vlasiu - Un drum spre oameni (1988)
- Ion: Blestemul pămîntului, blestemul iubirii (1979)
- Iona (1997) (Teatru)
- Ionaș visează că plouă (2017)
- Ionel și Mărioara (1926)
- Ionică se călește (1961)

## r
- Ireversibil (2002)

## s
- Iscusința nu așteaptă vârsta (1974)
- Istoria comică a doctorului Faust (2004) (Teatru)
- Istoria Lumina (2016)
- Istoria unui manuscris (1967)
- Istorii despre Vlad Voievod Drãculea (2015)

## t
- Italiencele (2004)

## u
- Iubire confort 2 (2009) (Teatru)
- Iubire de-o noapte (2006)
- Iubire elenă (2010)
- Iubirile unei blonde (1988)
- Iubiții Domnului (2000)
- Iva Diva (2001)

## v
- Ivan Turbincă (1996)
- Ivana the Terrible (2019)